# Agent britannique
Pour plus de détails, voir Fiche technique et Distribution.
Agent britannique (British Agent) est un film d'espionnage américain réalisé par Michael Curtiz, sorti en 1934.

## Synopsis
Au moment de la révolution russe, Stephen Locke, un jeune diplomate britannique, soutient que la Grande-Bretagne devrait reconnaître le gouvernement provisoire afin de les empêcher d'établir une paix séparée avec les Allemands, ce qui permettrait aux soldats allemands d'affronter les alliés sur le front occidental. La nuit où le gouvernement provisoire tombe aux mains de Lénine, Stephen voit Elena Moura tirer sur un cosaque qui attaquait une femme et son enfant. Il l'aide à s'échapper dans l'ambassade et apprend qu'elle est communiste.
La plupart des Alliés ferment leurs ambassades, ne laissant derrière eux qu'un personnel symbolique. Ennuyés et frustrés par leur incapacité à agir, Stephen, LeFarge, le représentant français, Tito Del Val, l'Italien, et Bob Medill, l'Américain, passent leurs journées à jouer aux cartes et leurs nuits dans un café tzigane. Un soir, Elena entre dans le café et Stephen la persuade de partir avec lui. Bien qu'ils soient politiquement opposés, ils tombent amoureux, mais la première loyauté d'Elena est envers son pays, comme elle le prouve lorsqu'elle informe le Comité central que Stephen n'est pas l'ambassadeur officiel de la Grande-Bretagne.
Trahi par la femme qu'il aime, Stephen est aussi déçu par son pays, qui ignore une fois de plus ses conseils. Quand le tsar est assassiné, l'armée blanche tente de se réorganiser et Stephen, LaFarge, Medill et Del Val leur viennent en aide. Après la tentative d'assassinat de Lénine par Fanny Kaplan, la police secrète demande à Elena de fournir des preuves des actions contre-révolutionnaires de Stephen. Elle est d'accord, mais quand elle apprend que les Russes ont l'intention de faire exploser l'entrepôt où se cache Stephen, elle le rejoint là-bas, avec l'intention de mourir avec l'homme qu'elle aime. Au moment où les soldats sont sur le point de les tuer, Lénine se remet de ses blessures et pardonne à tous les prisonniers politiques.
Elena et Stephen partent en Angleterre pour commencer une nouvelle vie ensemble.

## Fiche technique
- Titre original : British Agent
- Titre français : Agent britannique
- Réalisation : Michael Curtiz
- Scénario : Laird Doyle, d'après le roman British Agent de R. H. Bruce Lockhart
- Direction artistique : Anton Grot
- Costumes : Orry-Kelly
- Photographie : Ernest Haller
- Son : Charles David Forrest
- Montage : Thomas Richards
- Musique : Bernhard Kaun, Heinz Roemheld
- Production : Henry Blanke
- Société de production : First National Pictures
- Société de distribution : Warner Bros.
- Pays d'origine :  États-Unis
- Langue originale : anglais
- Format : Noir et blanc  — 35 mm — 1,37:1 — son mono
- Genre : Drame et espionnage
- Durée : 80 minutes
- Dates de sortie : 
  - États-Unis : 15 septembre 1934
  - Royaume-Uni : 7 janvier 1935
  - France : 9 février 1935
- Affiche : Joseph Koutachy (France)

## Distribution
- Leslie Howard : Stephen Locke
- Kay Francis : Elena Moura
- William Gargan : Bob Medill
- Phillip Reed : Gaston LeFarge
- Irving Pichel : Sergei Pavlov
- Ivan F. Simpson : Poohbah Evans
- Halliwell Hobbes : Sir Walter Carrister
- J. Carrol Naish : Léon Trotski
- Cesar Romero : Tito Del Val
- Tenen Holtz : Lénine
- Alphonse Ethier : Paul DeVigney